# Araneus komi
Araneus komi este o specie de păianjeni din genul Araneus, familia Araneidae, descrisă de Akio Tanikawa în anul 2001. Conform Catalogue of Life specia Araneus komi nu are subspecii cunoscute.